# Championnat de Finlande de football 1937
Navigation
Saison précédente Saison suivante
La saison 1937 du Championnat de Finlande de football était la 8e édition du championnat de première division en Finlande. Les 8 meilleurs clubs du pays sont regroupés au sein d'un poule unique où chaque formation rencontre tous ses adversaires deux fois. L'avant-dernier dispute un barrage face au vice-champion de D2 tandis que le dernier du classement en fin de saison est relégué et remplacé par le meilleur club de deuxième division.
C'est le HIFK qui remporte la compétition. C'est le 4e titre de champion de Finlande de l'histoire du club. 

## Les 8 clubs participants
- HIFK
- VIFK Vaasa - Promu de D2
- Sudet Viipuri
- TPS Turku
- HJK Helsinki
- HPS Helsinki
- HT Helsinki
- UL Turku - Promu de D2

## Compétition

### Classement
Le barème de points servant à établir le classement se décompose ainsi :
- Victoire : 2 points
- Match nul : 1 point
- Défaite : 0 point

| Rang | Équipe         | Pts | J  | G | N | P  | Bp | Bc | Diff |
| ---- | -------------- | --- | -- | - | - | -- | -- | -- | ---- |
| 1    | HIFK           | 21  | 14 | 8 | 5 | 1  | 48 | 16 | +32  |
| 2    | HJK Helsinki T | 20  | 14 | 8 | 4 | 2  | 58 | 24 | +34  |
| 3    | Sudet Viipuri  | 16  | 14 | 5 | 6 | 3  | 33 | 27 | +6   |
| 4    | HPS Helsinki   | 15  | 14 | 5 | 5 | 4  | 30 | 25 | +5   |
| 5    | HT Helsinki    | 15  | 14 | 6 | 3 | 5  | 30 | 34 | -4   |
| 6    | TPS Turku      | 14  | 14 | 5 | 4 | 5  | 32 | 35 | -3   |
| 7    | VIFK Vaasa P   | 8   | 14 | 2 | 4 | 8  | 22 | 49 | -27  |
| 8    | UL Turku P     | 3   | 14 | 1 | 1 | 12 | 12 | 55 | -43  |

|  | Champion de Finlande 1937                        |
|  | Participation au barrage de promotion-relégation |
|  | Relégation en deuxième division                  |
|  | T : Tenant du titre P : Promu de D2              |

### Matchs

#### Barrage de promotion-relégation
| Équipe 1        | Résultat | Équipe 2       | Aller | Retour |
| --------------- | -------- | -------------- | ----- | ------ |
| VIFK Vaasa (D1) | 4 - 5    | VPS Vaasa (D2) | 2 - 2 | 2 - 3  |

## Bilan de la saison
| Championnat de Finlande de football 1937 |                 |
| Champion                                 | HIFK (4e titre) |
| Promotions et relégations                |                 |
| Promus en Mestaruussarja                 | VPS Vaasa       |
| Promus en Mestaruussarja                 | KPT Kuopio      |
| Relégués en Ykkönen                      | VIFK Vaasa      |
| Relégués en Ykkönen                      | UK Turku        |